# バーレスク (映画)
『バーレスク』（Burlesque）は、2010年公開のアメリカ映画。クリスティーナ・アギレラの映画初主演となるミュージカルである。

## ストーリー
歌手になるという夢を実現する為にアイオワからロサンゼルスに出てきたアリ（クリスティーナ・アギレラ）。仕事を探してロスの街をさまよう途中、テス（シェール）が経営する「バーレスク・ラウンジ」を見つける。舞台の華やかさに感激したアリは、ウェイターのジャック（キャム・ギガンデット）に頼み込んでウェイトレスとして働くこととなった。
そしてある日チャンスが巡ってくる。妊娠したバックダンサーの代役としてアリが舞台に上がることとなり、さらに問題を起こしてばかりいたニッキ（クリスティン・ベル）に変わってソロで踊ることになった。怒ったニッキは公演中にBGMの音源コードをスピーカーから抜く嫌がらせをするが、アリは咄嗟に自分で歌い始める。アリの歌声はマイクに頼らずホールに響き渡り、その日の公演は大成功を収めた。テスの提案でアリがメインに据えられ、彼女のパワフルな歌声は評判を呼び新聞にも取り上げられ、バーレスクは連日満員の大盛況で賑わった。アリはジャックと恋仲となり順風満帆な日々を送る。
しかしバーレスクは多額の負債を抱えており、存続の危機に瀕していた。テスは銀行に融資を断られ、残る方法は不動産業を営む常連客のマーカス（エリック・デイン）に売ることだったが、バーレスクを何よりも大事に思っているテスは手放す気になれずにいた。一方、アリはジャックがまだ婚約者に婚約解消を告げていなかったことを知り大喧嘩し家出をする。マーカスの家に行くが彼がバーレスクの跡地に高層ビルを立てようとしていることを知ったアリは、より大きい舞台に立たせようと提案してくるマーカスを振り、バーレスクへと戻った。
アリは、以前マーカスに口説かれた際に不動産の薀蓄を聞いたことを思い出し、近々完成予定のバーレスクの向かいにある高層マンションのオーナーにテスを連れて会いに行く。二人はオーナーにバーレスクの土地の「空中権」を売ることを申し出る。空中権がなければマーカスは高層ビルを建てられず、高所からの絶景を宣伝文句としていたオーナーとしても、目の前に高層ビルが建てられてはマンションの価値がなくなるため、オーナーは二人の申し出を喜び高額で空中権を購入。借金を完済しバーレスクは救われた。ジャックとも復縁したアリは再びバーレスクで歌を披露するのだった。

## キャスト
※括弧内は日本語吹替
- アリ - クリスティーナ・アギレラ（魏涼子）
- テス - シェール（高島雅羅）
- マーカス - エリック・デイン（斉藤次郎）
- ジャック - キャム・ギガンデット（佐藤せつじ）
- ジョージア - ジュリアン・ハフ（細野雅世）
- アレクシス - アラン・カミング（多田野曜平）
- ヴィンス - ピーター・ギャラガー（田中正彦）
- ニッキ - クリスティン・ベル（佐古真弓）
- ショーン - スタンリー・トゥッチ（岩崎ひろし）
- ナタリー - ディアナ・アグロン(小橋知子)
- ハロルド・セイント - グリン・ターマン
- マーク・ザ・DJ - デヴィッド・ウォルトン
- デイヴ - テレンス・ジェンキンズ
- ミスター・アンダーソン - ジェームズ・ブローリン

## 既存のバーレスク文化の軽視
作中の圧倒的なパフォーマンスにもかかわらず、バーレスク・コミュニティを構成する多くのパフォーマーは本作品には既存のバーレスク文化への理解が見られないと考えている。この理由は作中のほぼ全パフォーマンスにおいてストリップティーズが存在しないためである。登場人物のアリとテスはそれぞれニュー・バーレスク（ネオ・バーレスク）とクラシック・バーレスクのスターであるかのように描かれているが、この2人および多数のバックダンサーの行うパフォーマンスはスリッパー・ルーム、ヴェルヴェット・ハンマー、ヴァ・ヴァ・ヴーム・ルームで見られるようなニュー・バーレスクのショーではなく また伝統的なイメージとも全く異なっており、映画バーレスク内にあるのは「バーレスクではない何か」と評されている。ニュー・バーレスクの代表的なスターのひとりであるディタ・フォン・ティースは「バーレスクの歴史からストリップを消し去ろうとするハリウッドの試みはこれを築いてきた全ての女性への侮辱である」とし、New York Burlesque School設立者でバーレスク・パフォーマーのジョー・ウェルダンは「ストリップティーズこそがバーレスクを特徴づけるものであるのに彼女（アギレラ）はそれをしていない」と、いずれもストリップティーズの不在を強く批判している。